# Apollo Tyres
Apollo Tyres est une entreprise de fabrication de pneumatiques indien, fondée en 1972. Le groupe se classe parmi les 15 premiers fabricants de pneus mondiaux, avec un chiffre d'affaires annuel de 149,29 milliards de roupies indiennes (environ 1,78 milliard d'euros) pour l'année fiscale 2018. 69,5 % des revenus sont issus de la région APMEA (Asie Pacifique, Moyen-Orient, Afrique), 30 % de l'Europe et 0,5 % d'autres régions. En termes de produits, les pneumatiques à destination des camions et bus représentent 41,9 % des ventes, automobiles 39,1 %, hors route 10,3 %, véhicules commerciaux légers 6,8 % et 1,8% pour le reste. Sa première usine a été mise en service à Perambra, Thrissur, Kerala, Inde. La société compte aujourd'hui quatre unités de production en Inde, une aux Pays-Bas et une en Hongrie.

## Histoire
Les débuts d'Apollo Tyres remontent à 1972.
En 2003, Apollo Tyres initie une collaboration financière et technique avec le groupe Michelin. En 2004, la joint venture Michelin Apollo Tyres Pvt lance en Inde une nouvelle gamme de pneumatiques à destination des poids lourds et des bus. En 2006, Apollo Tyres acquiert Dunlop South Africa. En 2009, Apollo Tyres acquiert le fabricant de pneus néerlandais Vredestein Banden. En 2015, Apollo Tyres a acheté la société reifencom GmbH, un plus grands distributeurs de pneus allemand pour 45,6 millions d'euros.

### Tentative d'acquisition de Cooper Tire
En juin 2013, Apollo Tyres lance une offre publique d'achat sur Cooper Tire, qui est le numéro 11 mondial, pour 2,5 milliards de dollars, ce qui fait de cette acquisition la plus importante en provenance d'une firme indienne sur une américaine. Une fois concrétisée, cette opération devrait faire d'Apollo, le 7e pneumaticien mondial.
Malgré l'accord des deux comités exécutifs, plusieurs difficultés apparaissent qui empêche l'acquisition de se finaliser. Plusieurs actionnaires d'Apollo Tyres reprochent au groupe indien de dépenser une somme qu'ils jugent excessive dans le cadre de cette acquisition. En outre, plusieurs mouvement sociaux, à la fois aux États-Unis mais aussi dans des usines Cooper en Chine viennent perturber l'acquisition.
Par exemple, le chinois Chengshan, partenaire de Cooper dans le cadre de la joint venture Cooper Chengshan Tires Co, souhaite l'annulation de l'acquisition faute d'avoir été consulté par Cooper Tire au préalable.
Le 19 décembre 2013, Cooper Tire doit tenter de convaincre la cour suprême du Delaware de revenir sur de précédentes décisions qui bloquent l'acquisition. Les deux parties se rejettent mutuellement la responsabilité de la situation. Fin décembre 2013, l'opération de rachat est abandonnée.

## Marques du groupe
Le Groupe est composé des marques :
- Apollo
- Kaizen
- Maloya
- Regal
- Vredestein